# Jaroslava Banderová
Jaroslava Vasylivna Banderová, za svobodna Opariwská, (14. září 1917 Sanok, tehdejší Rakousko-Uhersko – 17. srpna 1977 Toronto, Kanada) byla ukrajinská politická aktivistka. Provdala se roku 1940 za Stepana Banderu, se kterým měla tři děti.

## Mládí a studia

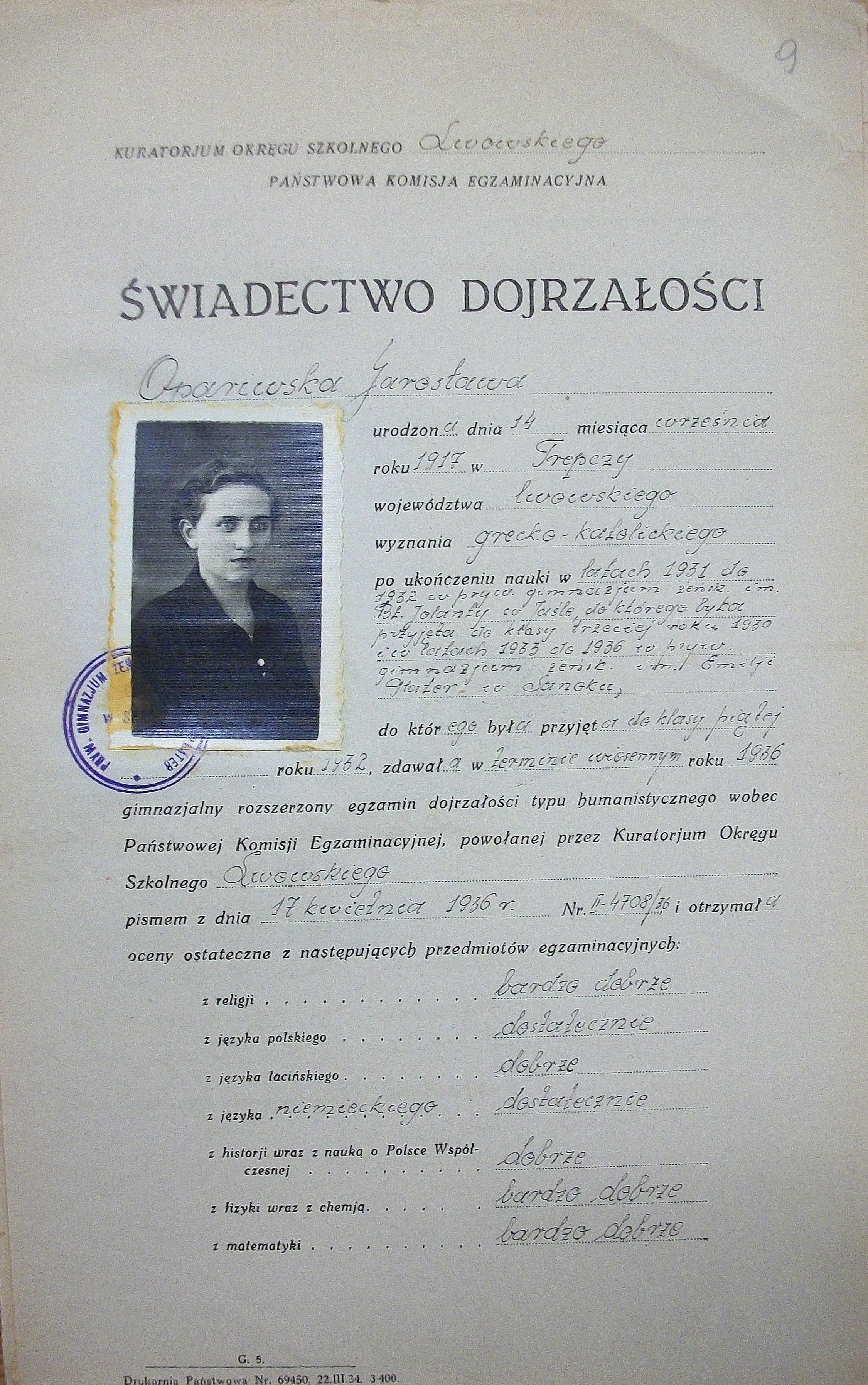
Maturitní vysvědčení Jaroslavy Opariwské z roku 1936 (známky: náboženství 5, polský jazyk 2, latinský jazyk 4, německý jazyk 2, historie 4, fyzika a chemie 5, matematika 5; škála je od 6 do 1, kdy známka 6 je nejvyšší dosažitelná)

Opariwská pocházela z vesnice Bonarówka. Ve vesnici žila společně s otcem Wassylem, který pracoval jako vojenský kaplan západoukrajinské armády. Otec padl v polsko-ukrajinské válce 14. července 1919, když byly Opariwské 2 roky. Její matkou byla školní inspektorka Julija Hankovská, která vystudovala pedagogiku ve Vídni, ale kvůli svému etnickému původu nemohla dlouho najít práci v Polsku.
Opariwská studovala pod dívčím příjmením matky, aby se vyhnula diskriminaci kvůli otcovým činům za války. Opariwská úspěšně absolvovala Dívčí gymnázium Emilie Platerové v Sanoku v roce 1936. Poté Opariwská nastoupila na Fakultu rostlinné výroby na Národní polytechnickou univerzitu ve Lvově.

## Politická činnost po nástupu na univerzitu
Po vstupu na univerzitu v témže roce se Opariwská připojila do Organizace ukrajinských nacionalistů a stala se vedoucí jedné z organizačních složek – sdružení žen a mládeže. Opariwská se účastnila studentských protestů ve Lvově 20. března 1939, kde ji zatkla policie.

## Přesun do Krakova a seznámení se Stepanem Banderou
V roce 1939 se Opariwská přesunula společně se stoupenci OUN-B do polského Krakova kvůli obavám z represí sovětské policie. Opariwská se ve městě poprvé setkala se Stepanem Banderou, který se do města přesunul kvůli vyřešení nástupnictví uvnitř OUN po úmrtí Jevhena Konovalece. Opariwská se vdala za Banderu 3. září 1940.

## Banderovo zatčení a první dítě
Bandera několikrát během roku 1940 měnil své místo pobytu mezi Krakovem, Varšavou a Lvovem. Po vyhlášení obnovení ukrajinského státu Banderou v létě 1941, je Bandera zatčen a držen prvotně v domácím vězení, později téhož roku v koncentračním táboře Sachsenhausen. Banderova porodila své první dítě – dceru Natálii. Banderová v té době žila v tajném bytě na předměstí Berlína pod dohledem gestapa. Dle informací Faizulina mohla Banderová muže navštěvovat jedenkrát týdně. Během uvěznění Stepana Bandery byla Banderová jeho jediným spojením s představiteli OUN-B. Rodina v té době žila dle ukrajinského historika Faizulina pod tajným příjmením kvůli obávám ze sovětské tajné rozvědky.

## Propuštění Bandery a útěk do Innsbrucku
Bandera byl propuštěný z vězení 27. září 1944. Rodina žila v Berlíně do roku pod dohledem německé tajné policie. Počátkem roku 1945 rodinný přítel Mykola Lebeda zorganizoval útěk rodiny do rakouského Innsbrucku.

## Konec války a skrývání se před tajnými službami
Po válečné kapitulaci Německa rodina jako celek změnila několikrát místo svého pobytu v Rakousku a Německu kvůli obávám z pronásledování od KGB a MGB. Krátce pobývali v Mnichově, kde Bandera využíval doklady vystavené na jméno Michael Kasper. Později celá rodina změnila svoji identitu na Popelovi. Banderové se narodily v tomto období další dvě děti – v roce 1946 syna Andrej a v roce 1947 dceru Lesya. Banderová skrývala před dětmi identitu jejich otce a představovala jim Banderu jako blízkého rodinného přítele, který pracuje jako novinář. Bandera se prokazoval dle historika Faizulina pasem na jméno Stěpan Popel kolem roku 1946 a Banderová jako Jarosława Popelová.

## Zavraždění Bandery
Banderová byla první osobou, která našla zastřeleného Banderu u schodů dne 15. října 1959. Rovněž byla Banderová první, kdo informoval Stepana Lenkawskiého o smrti manžela.

## Emigrace do Kanady
Banderová se všemi třemi dětmi zůstala po atentátu na Banderu pod ochranou členů OUN-B. OUN-B vytvořila fond pro financování přestěhování Banderové z Německa do kanadského Toronta v roce 1960. Při soudu s atentátníkem pomáhal Banderové jako poradce americký konzervativní politik Charles Kersten. Kersten navrhl, že bude Banderovou zastupovat, pokud bude sovětská vláda za atentát obžalovaná u Mezinárodního soudního dvora. Banderová emigrovala spolu s dětmi v roce 1961 do Kanady. Ubytování jí hradili členové UAN-B skrze fond. Banderová zemřela v Torontu v roce 1977. Banderová je pohřbena v torontském Park Lawn Cemetery společně se svým synem Andrejem.